# 모터맨 야마노테 선 루프 컴플리트
《모터맨 야마노테 선 루프 컴플리트!》(MOTER MAN 山手線 “Loop Complete!”)는 2002년 3월 27일에 발매된 SUPER BELL"Z의 네 번째 정규 앨범이다.
총 17 트랙에 걸쳐 야마노테 선을 일주하는 열차를 다양한 음악 장르를 활용하여 묘사한 외에, 무사시노 선을 묘사한 곡이 한 곡 있다.

## 트랙 목록
1. MOTER MAN 山手線 Formation Lap(오프닝)
야마노테 선의 1623G 열차가 아키하바라에 진입하는 것을 시작으로 야마노테 선을 개괄적으로 소개하는 곡이다.
2. MOTER MAN 山手線 Digital City AKIBA(테크노 팝)
아키하바라를 출발하여 도쿄에 도착하기까지를 묘사한 곡이다.
3. MOTER MAN 山手線 Tokyo-Five(발차벨)
도쿄역에 정차해 있는 동안을 묘사한 곡이다.
4. MOTER MAN 山手線 DUEL Green×Blue(드럼&베이스)
도쿄를 출발하여 시나가와에 도착하기까지의 게이힌도호쿠 선과의 병주를 묘사한 곡이다.
5. MOTER MAN 山手線 SHINAGAWA Home Party(발차벨)
시나가와 역에 정차해 있는 동안을 묘사한 곡이다.
6. MOTER MAN 山手線 SIDE by SAIKYO(Blacke Eye Mix)(정글)
시나가와를 출발하여 에비스에 도착하기까지를 묘사한 곡이다.
7. MOTER MAN 山手線 TRANS-TYPHONE(트랜스)
에비스를 출발하여 하라주쿠에 도착하기까지를 묘사한 곡이다.
8. MOTER MAN 山手線 Train Debut(힙합)
하라주쿠 역에 정차해 있는 동안을 묘사한 곡이다.
9. MOTER MAN 山手線 Rescue & Healing(슬래시&힐링)
하라주쿠를 출발하여 신주쿠에 도착하기까지를 묘사한 곡이다.
10. MOTER MAN 山手線 SIDE by SAIKYO(White Eye Mix)(정글)
신주쿠를 출발하여 메지로에 도착하기까지를 묘사한 곡이다.
11. MOTER MAN 山手線 Spartan City BUKURO’70(디스코)
메지로를 출발하여 이케부쿠로에 도착하기까지를 묘사한 곡이다.
12. MOTER MAN 山手線 CANBIENT(앰비언트)
이케부쿠로를 출발하여 오쓰카에 도착, 발차하기까지를 묘사한 곡이다.
13. MOTER MAN 山手線 Tour in SUGAMO(힙합)
스가모에 접근, 정차하여 다시 발차하기까지를 묘사한 곡이다.
14. MOTER MAN 山手線 Just One Crossing(UK일렉트로)
스가모를 출발하여 다바타에 도착하기까지를 묘사한 곡이다.
15. MOTER MAN 山手線 reggae,reggae~hotel.(레게)
다바타를 출발하여 우구이스다니에 도착하기까지를 묘사한 곡이다.
16. MOTER MAN 山手線 Loop Complete!(테크노)
우구이스다니를 출발하여 아키하바라에 도착, 오사키 행으로 행선을 바꾸기까지를 묘사한 곡이다.
17. MOTER MAN 山手線 Out of Service(발라드)
아키하바라를 출발하여 오사키에 종착하기까지를 묘사한 곡이다.
18. MOTER MAN 武蔵野線 "Over Rev MT54"(하드 테크노)
무사시노 선에 운행된 103계 전동차(MT54 전동기가 사용되었다)를 묘사한 곡이다.